# UFC 126
UFC 126: Silva vs. Belfort는 2011년 2월 5일에 미국 네바다주 라스베이거스의 맨달리 배이 이벤트 센터에서 개최된 종합격투기인 UFC 경기이다.

## 경기 결과

### 예선 카드
- 제 1 경기 웰터급 5분 3R

 마이크 피어스 vs.  케니 로버트슨
마이크 피어스 2R 0:29 TKO승
- 제 2 경기 라이트 헤비급 5분 3R

 카일 킹스버리 vs.  리카르도 로메오
카일 킹스버리 1R 0:21 TKO승.
- 제 3 경기 라이트 헤비급 5분 3R

 폴 테일러 vs.  게이브 루디거
폴 테일러 2R 1:42 KO승.
- 제 4 경기 밴텀급 5분 3R

 야마모토 노리후미 vs.  드미트리우스 존슨
드미트리우스 존슨 판정승. (29–28, 30–27, 30–27).
- 제 5 경기 페더급 5분 3R

 채드 멘데스 vs.  오미가와 미치히로
채드 멘데스 판정승. (30–27, 30–27, 30–27).
- 제 6 경기 라이트급 5분 3R

 도날도 세론 vs.  폴 켈리
도날도 세론 2R 3:48 서브미션승.

### 메인 카드
- 제 7 경기 밴탐급 5분 3R

 미겔 토레스 vs.  안토니오 바누엘로스
미겔 토레스 판정승. (30–27, 30–27, 30–27).
- 제 8 경기 웰터급 5분 3R

 제이크 엘렌버거 vs.  카를로스 에두아로도 호챠
제이크 엘렌버거 판정승. (27–30, 29–28, 29–28).
- 제 9 경기 라이트 헤비급 5분 3R

 존 존스 vs.  라이언 베이더
존 존스 2R 4:20 서브미션승.
- 제 10 경기 라이트 헤비급 5분 3R

 포레스트 그리핀 vs.  리치 프랭클린
포레스트 그리핀 판정승. (29–28, 29–28, 29–28).
- UFC 미들급 챔피언 타이틀전 5분 5R

 앤더슨 실바 (챔피언) vs.  비토 벨보트
앤더슨 실바 1라운드 3:25 KO승.

## 같이 보기
- UFC
- UFC 대회 목록